# Петрашівка (Гайсинський район)
Петраші́вка — село в Україні, у Гайсинському районі (до 2020 року у Теплицькому районі) Вінницької області. Населення становить 570 осіб. Засноване було у 1730 році.

## Населення

### Мова
Розподіл населення за рідною мовою за даними перепису 2001 року:
| Мова       | Кількість | Відсоток |
| ---------- | --------- | -------- |
| українська | 545       | 98.55%   |
| російська  | 8         | 1.45%    |
| Усього     | 553       | 100%     |

## Історія села[2]
На початку XV століття на північ від річки Південний Буг за 1 км від гирла річки Суха Тьма на лівому березі заснувалось село Красненьке, жителі якого займалися сільським господарством. Навколо села був ліс. Люди корчували ліс і на оголених лісових землях сіяли хліб. В той час часто робили набіги турки та кримські татари.
Наприкінці XVII століття був сильний набіг. Село було спалено. Жителів, які не встигли утекти, було забрано в полон. Частина жителів утекла по потіччю річки Південний Буг і заснували село «Красне». Напевно, теперішня назва села "Красносілка пішла від цього села. Коли заснувалась Петрашівка, потомки із села Красненького повертались на свою землю.
Одним з таких був житель, якого звали Амбросій. Він оселився в Петрашівці на східній частині села і мав ділянку землі. Цей селянин вбив пана з міста Соболів. В той час, був закон, хто відвернеться від кари протягом 5 років, тому гріхи всі прощаються. І от цей селянин пробув у мандрах 5 років і повернувся в село і отримав прізвисько Майборода (майнув, аж до сивої бороди). Під час блукання він зібрав велику суму грошей і просив у Соболівського пана продати йому землі. Пан відповів, якщо він в подарунок /від/купить йому такого коня, як у нього є, то він продасть йому декілька десятин землі, і ,якщо буде мати чим обробити. Цей чоловік подався на ярмарок в місто Соболів. Купив не тільки коня. А й декілька пар волів. Коли панів наставник побачив купленого, то сказав панові. Що він набагато кращий за його. Пан продав йому землю в кількості від річки Буг до першого яру на північ. Ще й зараз цей яр є і зветься Майбородівською Стінкою. Між самими жителями кутка Фараонівка, Проданівка і Петраша точилися ворожнеча. Люди, які заселилися навпроти Майбородівської Стінки хотіли, щоб церкву будували на Майбородівщині, а центральна частина села — на місці старої каплиці. Ворожнеча тягнулася довго. І наостанку договорилися будувати церкву на місці каплиці. Перша церква була збудована в 1754 році. Отже, Петрашівка організувалась, тобто заснувалась в першій половині XVII столітті.
Село Петрашівка розташоване по обидва боки річки Суха Тьма, яка впадає в Південний Буг. Поділене воно на 4 частини. Центральна частина найстарша і називається Петрашівка, від імені першого засновника-поселенця Петраша. Центральна частина знаходиться на сході. Протилежна частина знаходиться через річку і називається Проданівкою, від імені першого поселенця Продана. На півдні знаходиться Фараонівка, яка носить ім'я кочівника поселенця Фараона. У 1790 році на заході забудовано куток Галбівку. Сюди поселились жителі, які провинились і з ганьби йшли подалі від центру. Виникло поселення Петрашівка в першій половині XVIII століття. Землі села межують з землями сіл Завадівки на сході, та Метанівки. На півночі з землями села Побірки і на заході з землями села Глибочок. На південному заході землі села Петрашівки омиває річка Південний Буг. Землі в селі було 2300 десятин, 99 десятин було церковної землі. Земля чорноземна, родюча. На північний схід від села знаходиться ліс «Плотське» кількістю 240 га. За переписом 1859 року населення в селі було 1647 душ. За національним складом населення складалось з 807 душ чоловіків-українців і 8 душ євреїв, жінок було 820 українок і 12 душ євреїв. Всі українці займались сільським господарством, а євреї крамарством та кустарництвом. Вся земля належала графу Потоцькому. Перша церква в селі збудована в 1754 році. Цей будинок, що є зараз збудовано в 1889 році. В 1862—1879 році було відкрито церковно-приходську школу, а після перейменовано в міністерське однокласне народне училище /в 1879 р./. Ця школа була для хлопчиків. У 1898 році відкрита школа грамоти для дівчат. На північний захід на правому березі річки «Суха Тьма» розташоване невелике село Михайлівка. Забудоване це село в другій половині XVII століття. По скільки в селі Глибочку не було присадибних земель, то пан Ярошинський дав розпорядження поселятися по урочищу ріки Суха Тьма. Першим поселенцем села Михайлівки був житель села Глибочка Михайло. До 1890 року це село звалось Слобода Михайлівська. 1890 році утворено приход і від того часу стали звати село Михайлівка. До 1917 року Михайлівка була приписним селом села Глибочок.
З 1917 року по 1929 рік було, як окреме село, мало свою сільську раду. З 1929—1930 року воно входить до складу Петрашівської сільської ради і тепер зветься Петрашівка. Перша школа грамоти була відкрита в 1895 році. Першим учителем був Дискант. За селом було закріплено 739 га землі. Панської землі було 235 га. Решта землі була селянська. Земля чорноземна, родюча. Лише на півночі від Глибочанського лісу земля була деградована. За переписом населення 1860 році жителів було 735 душ. Чоловіків 388, жінок — 347 душ. Починаючи з 1905 року і по 1917 рік багато жителів, як Петрашівки так і Михайлівки виїхали в Казахстан, взагалі, у Сибір виїжджали тому, що багато з них були безземельні й малоземельні. Більше третини всіх жителів терпіли недостачу хліба й мусила йти на побічні заробітки, а то й зовсім виїжджати з села. З 1917 року значна частина населення виїхала в промислові центри й влились в лави робітників.
Партійний комітет села на чолі з Т. Сидорякіним та іншими, зосередили навколо себе бідняцьке населення й у 1930—1931 роках було організовано три колгоспи: «Червона Україна», «ім. Т. Шевченка» та в Михайлівці «Червоний Лан». Першим головою колгоспу був Сидорякін. Активну допомогу в організації колгоспів приймав комсомол. Комсомолці Решетник Василь, Собко Кирило, Шошол Антон, Шошол Іван. Вони подавали всебічну допомогу організаторам колгоспу і були першими вступниками. Тяжкий рік був у 1933 році. Була сильна голодовка і населення давно вимерло. Помирали в більшості чоловіки і діти. В селі померло понад 400 душ населення.
Коли почалася Велика Вітчизняна війна на фронт пішло 275 жителів села, у рабство вивезено 176 душ. За героїзм, відвагу на фронтах 95 чоловік нагороджено орденами та медалями. Німецькі окупанти вперше увійшли в село 22 липня 1941 року. В 1943 році замучено директора Глубочанської школи, жителя села Петрашівки, Охотюка С. А. Збитки нанесені фашистами селу перевищують 1580 000 карбованців. 12 березня 1944 село було визволене від німецької окупації.
В 1950 році всі три колгоспи об'єдналися в один колгосп ім. Шевченка. Колгосп мав 2758 га землі, у тому числі орної 2135 га.
У 1959 році введено в експлуатацію Петрашівський сільський будинок культури.
В селі Петрашівка функціонує одна загальноосвітня школа I-III ступенів, у якій навчається 80 учнів та працює 20 вчителів. Усі діти шкільного віку охоплені навчанням.
З 2005 року працює дитячий садок «Дзвіночок».
Медичну допомогу населенню Петрашівської територіальної громади надають працівники ФАПу.
На території сільської ради працює комунальне підприємство «Добробут». Сільськогосподарським виробництвом займаються ПП «ЗІС» директор Зублевич Іван Станіславович, який орендує землю власників земельних паїв та землі резервного фонду, всього землі в обробітку 1269 га., яке в переважній більшості займається вирощуванням сільськогосподарських культур. Тваринництво відсутнє.
На території Петрашівської сільської ради працює 5 фермерських господарства: СФГ «Вовка В. М.», ПП Ткачука О. Г., ФГ «Галби В.Т», ФГ «Сергій», ФГ «Войтенко І.А». Є три торгових точки, ринок з торгівлі промисловими та продовольчими товарами.
Населення Петрашівськоі сільської ради станом на 1.01.2010 р. складає: 703 чоловіки, з них: 221 пенсіонер , 129 дітей до 18 років.
12 червня 2020 року, відповідно розпорядження Кабінету Міністрів України № 707-р «Про визначення адміністративних центрів та затвердження територій територіальних громад Вінницької області», село увійшло до складу Тростянецької селищної громади.
17 липня 2020 року, в результаті адміністративно-територіальної реформи і ліквідації Тростянецького району, село увійшло до складу Гайсинського району.

## Географія
Селом протікає річка Тьма, ліва притока Південного Бугу.
Біля села знаходиться ландшафтний заказник місцевого значення Бузький поліг.

## Визначні місця
- Пам'ятник воїнам — односельчанам загиблим  у роки Великої Вітчизняної війни.
- Могила   партизана  Охотюка С .А.
- Пам'ятний знак односельчанам, які загинули в 1932—1933 роках, збудований  за кошти  Івасюка В. П. мати, якого народилась і виросла в с. Петрашівка.
- Церква св. Миколая — одна з найстаріших церков Вінницької області.

Також у центрі села побудований магазин «Танюша» та неподалік місце, де можна відпочити — бар «Слава Україні — Героям Слава».
На вулиці Шкільній знаходиться Петрашівська ЗОШ I—II ст.
Мало кому відомо, що на території нашого села були знайдені ознаки існування черняхівської культури(100—500 р. н.е): це і старовинний посуд, знаряддя праці, прикраси з дорогоцінних металів та античні монети. Чорні археологи і досі у пошуках скарбів, які заховав цей мальовничий край.

## Переписи

#### Ревізійні списки селян

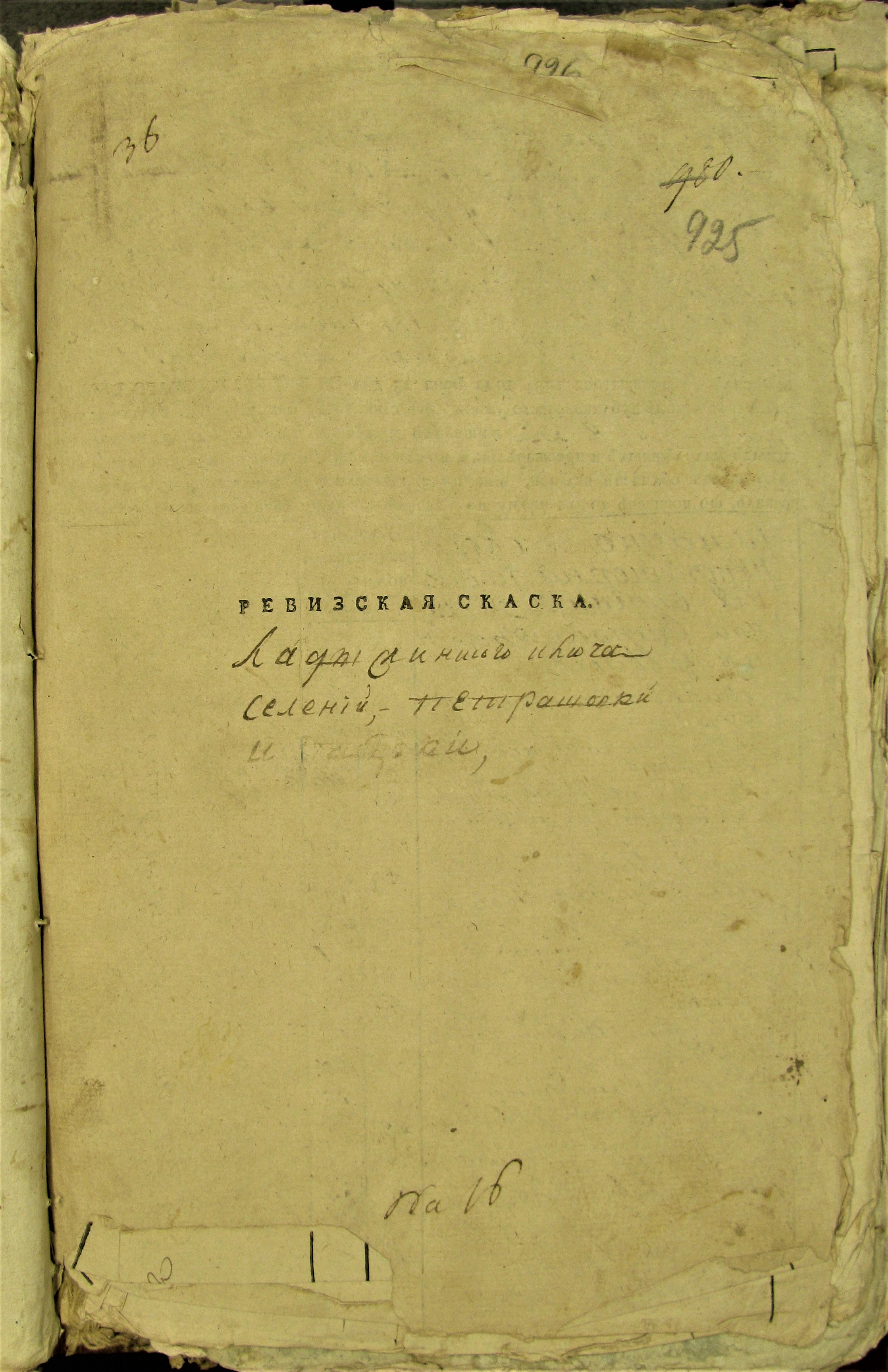
Петрашівка, с. - ревізійний список селян дідича С. Ю. Потоцького 07.1795 р.

- 1795:  ДАВіО ф. 471, оп. 4, спр. 1, арк. 925-940

#### Різні документи
- 1910:  Справа за позовом селянки Дарини Мокіївни Хитрик (уродженої Щербань) до селянина Афаносія Момота в сумі 600 руб. про нерухоме майно; с. Михайлівка 18 липня 1907 р. 21 січня 1910 р. ДАВіО ф. 172, оп. 4, спр. 496

## Відомі особистості
- Василь Якович Соловйов-Куценко (1886—1971) — український борець, тореадор. Чемпіон світу з вільної (французької) боротьби 1909 року. Перший тореадор країни.
- Кудрицька Антоніна Миколаївна (1885—1971) — українська журналістка, письменниця, фольклористка.